# GloToven
| Оценки критиков      | Оценки критиков |
| Источник             | Оценка          |
| -------------------- | --------------- |
| Consequence of Sound | C+              |
| Highsnobiety         | [ 2 ]           |
| Pitchfork            | 7.5/10          |

GloToven — дюбютный совместный студийный альбом американского рэпера Chief Keef и продюсера Zaytoven. Он был выпущен 15 марта 2019 года на лейблах Glo Gang и RBC Records. Альбом был поддержан синглом «Spy Kid».

## Описание
Zaytoven назвал GloToven «одним из своих любимых альбомов, потому что он заставил меня работать с юношеским, неортодоксальным творчеством»;  В Fader назвали заглавный сингл «Spy Kid» «лёгким». В HotNewHipHop назвали их «маловероятным дуэтом».

## Список композиций
| №                   | Название                                              | Длительность |
| ------------------- | ----------------------------------------------------- | ------------ |
| 1.                  | «3rd Person»                                          | 2:56         |
| 2.                  | «Old Heads and Regretful Hoes» (при участии Lil Pump) | 3:34         |
| 3.                  | «Batman»                                              | 3:00         |
| 4.                  | «Ain't Gonna Happen»                                  | 3:38         |
| 5.                  | «Fast»                                                | 2:55         |
| 6.                  | «Spy Kid»                                             | 2:53         |
| 7.                  | «F What the Opp Said»                                 | 2:48         |
| 8.                  | «Petty»                                               | 2:34         |
| 9.                  | «Han Han»                                             | 2:59         |
| 10.                 | «Sneeze»                                              | 2:57         |
| 11.                 | «Posse»                                               | 3:18         |
| 12.                 | «What Can I Say»                                      | 2:58         |
| Общая длительность: | Общая длительность:                                   | 36:30        |